# Rue Hoche
La rue Hoche, est l'une des artères principales de Pantin.

## Situation et accès

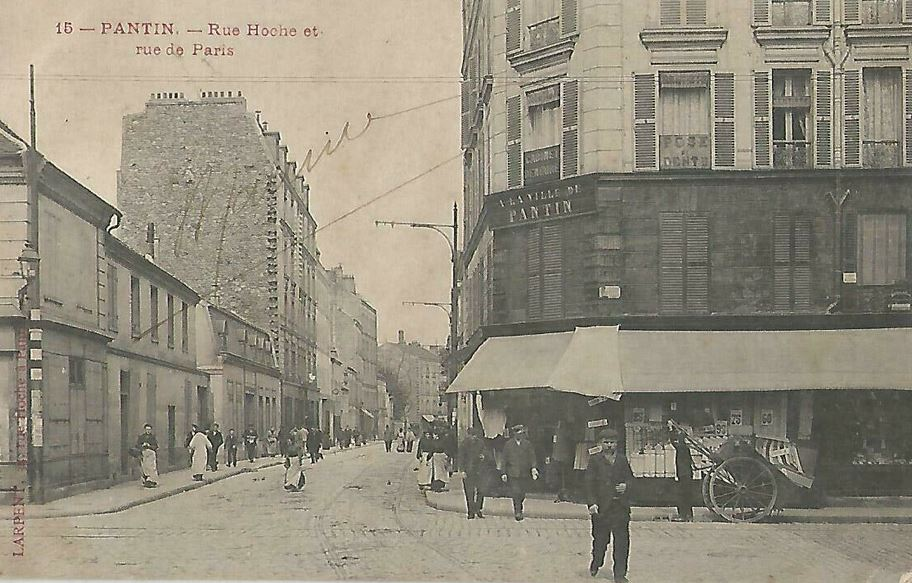
Rue Hoche et rue de Paris.

Cette rue orientée nord-sud part de l'avenue Jean-Lolive, ancienne rue de Paris.
Elle croise la rue de la Liberté, la rue Montgolfier, le passage Roche, la rue du Congo et la rue Florian. Elle se termine à la route départementale 115, avenue du Général-Leclerc au carrefour de la rue Victor-Hugo, près du canal de l'Ourcq.
Elle est desservie par:
- Station de métro Hoche, qui lui a emprunté son nom;

Elle est prolongée au sud par la rue du Pré-Saint-Gervais.

## Origine du nom
Cette voie rend hommage au général de la Révolution française Lazare Hoche (1768-1797)

## Historique

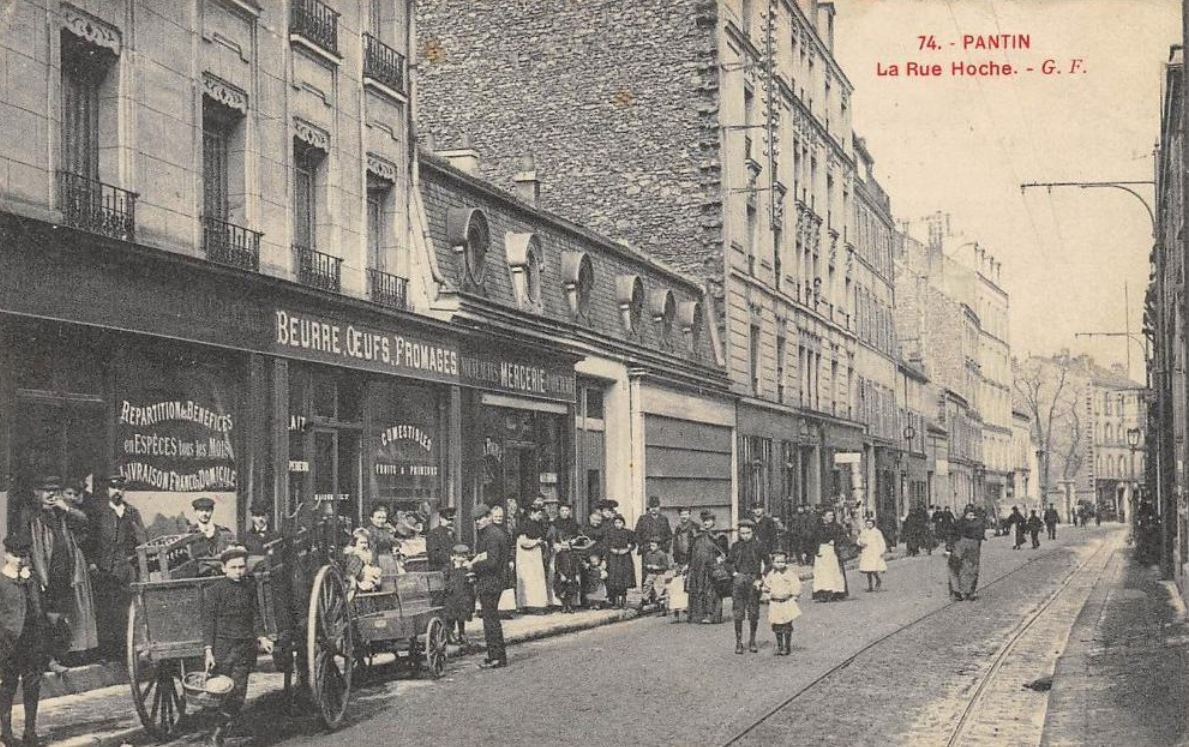
La rue Hoche

Le tracé irrégulier et assez étroit de cette rue est hérité du réseau viaire du bourg. Certaines séquences de bâtiments datent de l'ancienne urbanisation de Pantin.
La rue est remaniée dans le cadre de la ZAC Centre Ville, entraînant la destruction d'ancien bâtiments.

## Bâtiments remarquables et lieux de mémoire
- Marché Olympe-de-Gouges[3];

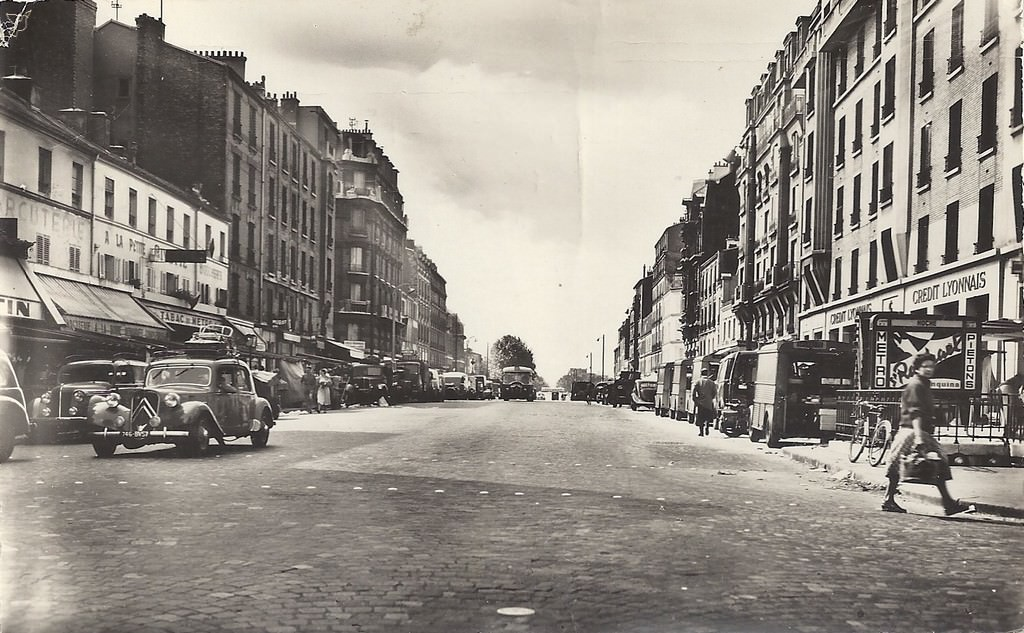
Carrefour de la rue de Paris
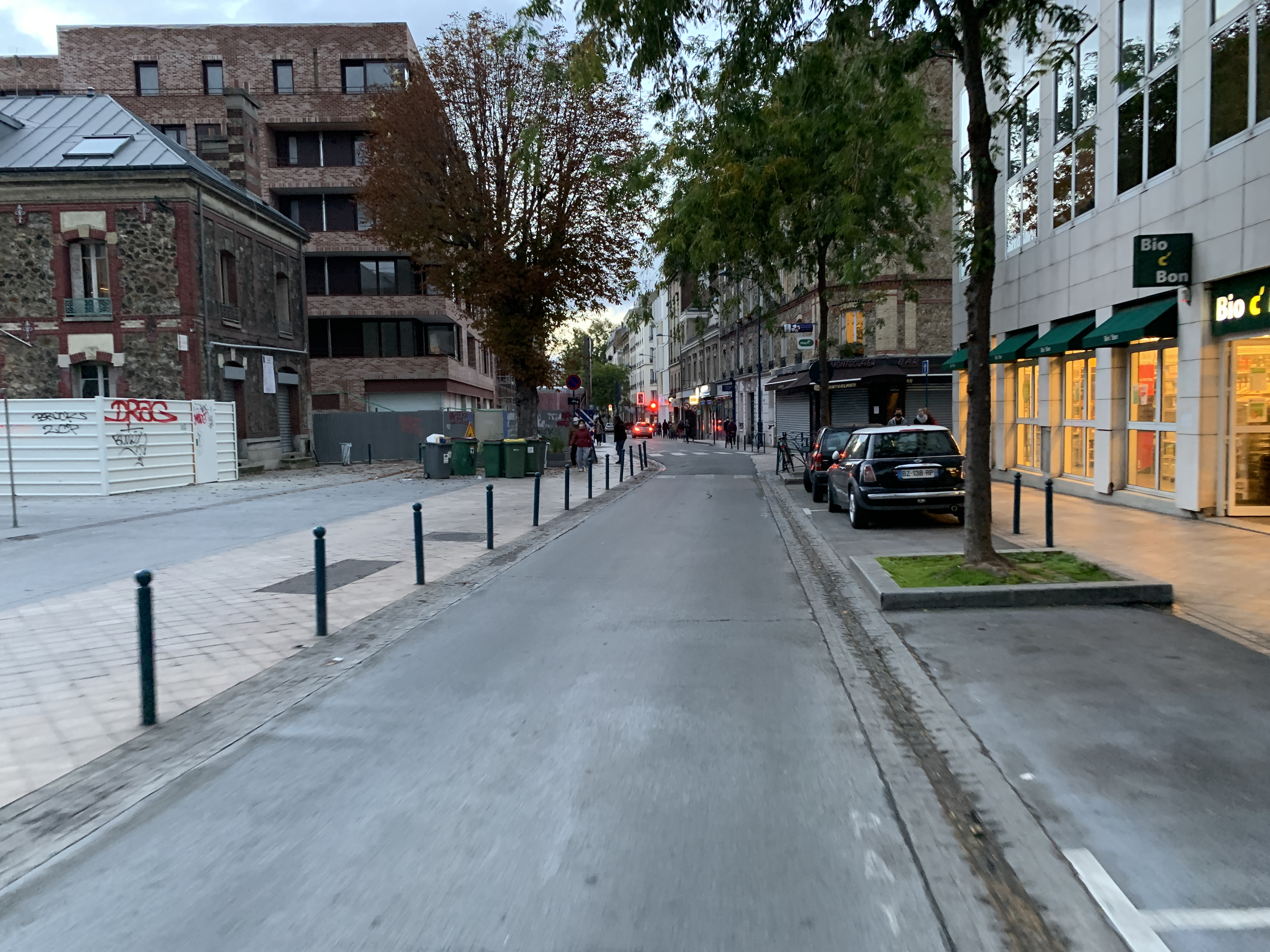
La rue en octobre 2020.